# Финашин, Дмитрий Русланович
Дми́трий Русла́нович Фина́шин (укр. Дмитро Русланович Фінашин, позывной — Фин; 23 марта 1994, Казатин) — украинский военнослужащий, лейтенант, участник российско-украинской войны. Герой Украины (2022).   

## Биография
Родился 23 марта 1994 года в городе Казатин (Винницкая область). С 2015 года служит в Нацгвардии, прошёл АТО и ООС. Входит в батальон имени Кульчицкого.
С началом полномасштабного вторжения России в Украину сражался в Попасной и Северодонецке. 23 мая 2022 года его группа попала в засаду под Яковлевкой. Он был тяжело ранен — пулей ему раздробило правую руку, а от осколков он потерял левую. После боя двое суток находился без помощи в лесополосе, пил болотную воду и все время ползал, чтобы не замёрзнуть.
В 2022 году получил звание Героя Украины. Несмотря на инвалидность, остался в строю. Он стал амбассадором раненых ветеранов, получил должность советника министра МВД по вопросам ветеранов. Занимается адаптацией и поддержкой бойцов.

## Награды
- Звание «Герой Украины» с удостоением ордена «Золотая Звезда» (6 октября 2022) — за личное мужество и героизм, проявленные в защите государственного суверенитета и территориальной целостности Украины, верность военной присяге[1].